# Jehuda Chaša'i
Jehuda Chaša'i (hebrejsky יהודה חשאי‎, narozen 3. ledna 1934) je izraelský politik a bývalý poslanec Knesetu za stranu Ma'arach.

## Biografie
Narodil se ve městě ad-Dáliʿ. Ještě v roce 1934 přesídlil do dnešního Izraele. Vystudoval střední školu a filozofii a blízkovýchodní studia na Telavivské univerzitě. Sloužil v izraelské armádě, v níž působil jako důstojník ve Výsadkářské brigádě.

## Politická dráha
Od roku 1961 byl členem strany Mapaj, byl členem ústředního výboru Strany práce, v níž zastával četné funkce, například ředitel odboru pro jemenské přistěhovalce, odboru místních samospráv nebo místopředseda volebního výboru.
V izraelském parlamentu zasedl po volbách v roce 1977, do nichž šel za Ma'arach. Mandát ale získal dodatečně, v únoru 1980, jako náhradník. Byl členem výboru pro záležitosti vnitra a životního prostředí a výboru pro Kneset. Opětovně byl zvolen ve volbách v roce 1981. Byl členem finančního výboru parlamentu a výboru pro jmenování rabínských soudců. Ve volbách v roce 1984 mandát neobhájil.